# Championnat d'Écosse de football 1965-1966
Navigation
Édition précédente Édition suivante
La 69e édition du championnat d'Écosse de football est remportée par le Celtic Football Club. C’est le 22e titre de champion. Le Celtic l’emporte avec 3 points d’avance sur Rangers FC. Le Kilmarnock FC complète le podium.
Le système de promotion/relégation reste en place: descente et montée automatique, sans matchs de barrage pour les deux derniers de première division et les deux premiers de deuxième division. Greenock Morton et Hamilton Academical descendent en deuxième division. Ils sont remplacés pour la saison 1966/67 par Ayr United et Airdrieonians.
Avec 31 buts marqués en 34 matchs,  Joe McBride de Celtic FC et Alex Ferguson de Dunfermline Athletic remportent ex æquo pour le classement des meilleurs buteurs du championnat.

## Les clubs de l'édition 1965-1966
| \| Aberdeen FC Glasgow · Celtic - Rangers - Partick Thistle Dundee · Dundee FC-United Édimbourg · Heart - Hibernian Motherwell FC Kilmarnock FC Saint Mirren Fife · Dunferm.-Stirling Falkirk FC Saint Johnstone Clyde FC Greenock Morton Hamilton Academical \| Localisation des clubs engagés dans le championnat. |
| Aberdeen FC Glasgow · Celtic - Rangers - Partick Thistle Dundee · Dundee FC-United Édimbourg · Heart - Hibernian Motherwell FC Kilmarnock FC Saint Mirren Fife · Dunferm.-Stirling Falkirk FC Saint Johnstone Clyde FC Greenock Morton Hamilton Academical                                                           |

| Club                               | Ville       |
| ---------------------------------- | ----------- |
| Aberdeen Football Club             | Aberdeen    |
| Celtic Football Club               | Glasgow     |
| Clyde Football Club                | Glasgow     |
| Dundee Football Club               | Dundee      |
| Dundee United Football Club        | Dundee      |
| Dunfermline Athletic Football Club | Dunfermline |
| Falkirk Football Club              | Falkirk     |
| Greenock Morton Football Club      | Greenock    |
| Hamilton Academical Football Club  | Hamilton    |
| Heart of Midlothian Football Club  | Édimbourg   |
| Hibernian Football Club            | Leith       |
| Kilmarnock Football Club           | Kilmarnock  |
| Motherwell Football Club           | Motherwell  |
| Partick Thistle Football Club      | Glasgow     |
| Rangers Football Club              | Glasgow     |
| Saint Johnstone Football Club      | Perth       |
| Saint Mirren Football Club         | Paisley     |
| Stirling Albion Football Club      | Stirling    |

## Compétition

### Classement
Le classement est établi sur le barème de points classique (victoire à 2 points, match nul à 1, défaite à 0).
| Rang | Équipe                | Pts | J  | G  | N  | P  | Bp  | Bc  | Diff |
| ---- | --------------------- | --- | -- | -- | -- | -- | --- | --- | ---- |
| 1    | Celtic FC             | 57  | 34 | 27 | 3  | 4  | 106 | 30  | +76  |
| 2    | Rangers FC C          | 55  | 34 | 25 | 5  | 4  | 91  | 29  | +62  |
| 3    | Kilmarnock FC T       | 45  | 34 | 20 | 5  | 9  | 73  | 46  | +27  |
| 4    | Dunfermline Athletic  | 44  | 34 | 19 | 6  | 9  | 94  | 55  | +39  |
| 5    | Dundee United         | 43  | 34 | 19 | 5  | 10 | 79  | 51  | +28  |
| 6    | Hibernian FC          | 38  | 34 | 16 | 10 | 12 | 81  | 55  | +26  |
| 7    | Heart of Midlothian   | 38  | 34 | 13 | 12 | 9  | 56  | 48  | +8   |
| 8    | Aberdeen FC           | 36  | 34 | 15 | 6  | 13 | 61  | 54  | +7   |
| 9    | Dundee FC             | 34  | 34 | 14 | 6  | 14 | 61  | 61  | 0    |
| 10   | Falkirk FC            | 31  | 34 | 15 | 1  | 18 | 48  | 72  | -24  |
| 11   | Clyde FC              | 30  | 34 | 13 | 4  | 17 | 62  | 64  | -2   |
| 12   | Partick Thistle FC    | 30  | 34 | 10 | 10 | 14 | 55  | 64  | -9   |
| 13   | Motherwell FC         | 28  | 34 | 12 | 4  | 18 | 52  | 69  | -17  |
| 14   | Saint Johnstone P     | 26  | 34 | 9  | 8  | 17 | 58  | 81  | -23  |
| 15   | Stirling Albion FC    | 26  | 34 | 9  | 8  | 17 | 40  | 68  | -28  |
| 16   | Saint Mirren          | 22  | 34 | 9  | 4  | 21 | 44  | 82  | -38  |
| 17   | Greenock Morton       | 21  | 34 | 8  | 5  | 21 | 42  | 84  | -42  |
| 18   | Hamilton Academical P | 8   | 34 | 3  | 2  | 29 | 27  | 117 | -90  |

| Légende : Qualifications et relégations | Légende : Qualifications et relégations                                |
| --------------------------------------- | ---------------------------------------------------------------------- |
|                                         | Champion d'Écosse. Qualifié pour la Coupe d’Europe des clubs champions |
|                                         | Relégation en deuxième division                                        |
|                                         | T : Tenant du titre C : Vainqueur de la Coupe d'Écosse P : Promus      |

## Bilan de la saison
| Tableau d'Honneur                |            |
| Compétition                      | Vainqueur  |
| Championnat d'Écosse de football | Celtic FC  |
| Coupe d'Écosse de football       | Rangers FC |

| Promotions et relégations |                                     |
| Promus                    | Ayr United Airdrieonians            |
| Relégués                  | Greenock Morton Hamilton Academical |

## Statistiques

### Meilleur buteur
1. Joe McBride, Celtic FC et Alex Ferguson (Dunfermline Athletic) 31 buts